# 動能 (金融)
動能（英語：momentum）是金融領域的術語，即觀察上漲或下跌的資產價格或投資報酬有繼續上漲或下跌的趨勢。研究顯示過去表現強勁的股票，在下一個期間通常繼續優於過去表現較差的股票，提供平均每月約1%的超額回報。金融分析師會在其買賣建議中使用動能訊號（例如52週高點）作為參考。
動能的存在是金融理論難以解釋的市場異常現象，其困難在於理論上資產價格上漲本身並不應該引起進一步的上漲。根據效率市場假說，僅有在供需變動或有新資訊出現時（參見基本分析）才能保證這樣的上漲。大多數金融經濟學學者將動能的出現歸因於認知偏誤，認為其屬於行為經濟學的範疇，原因是行為經濟學認為投資者是不理性的，他們對新資訊的反應不足，未能將新聞即時的考量進交易價格中。然而，有其他研究主張，如同價格泡沫的發生，即使在交易者完全理性的情況下，也可以觀察到動能。

## 外部連結
- 動能投資和交易信號權威指南 （页面存档备份，存于）（英語）